# Towucki

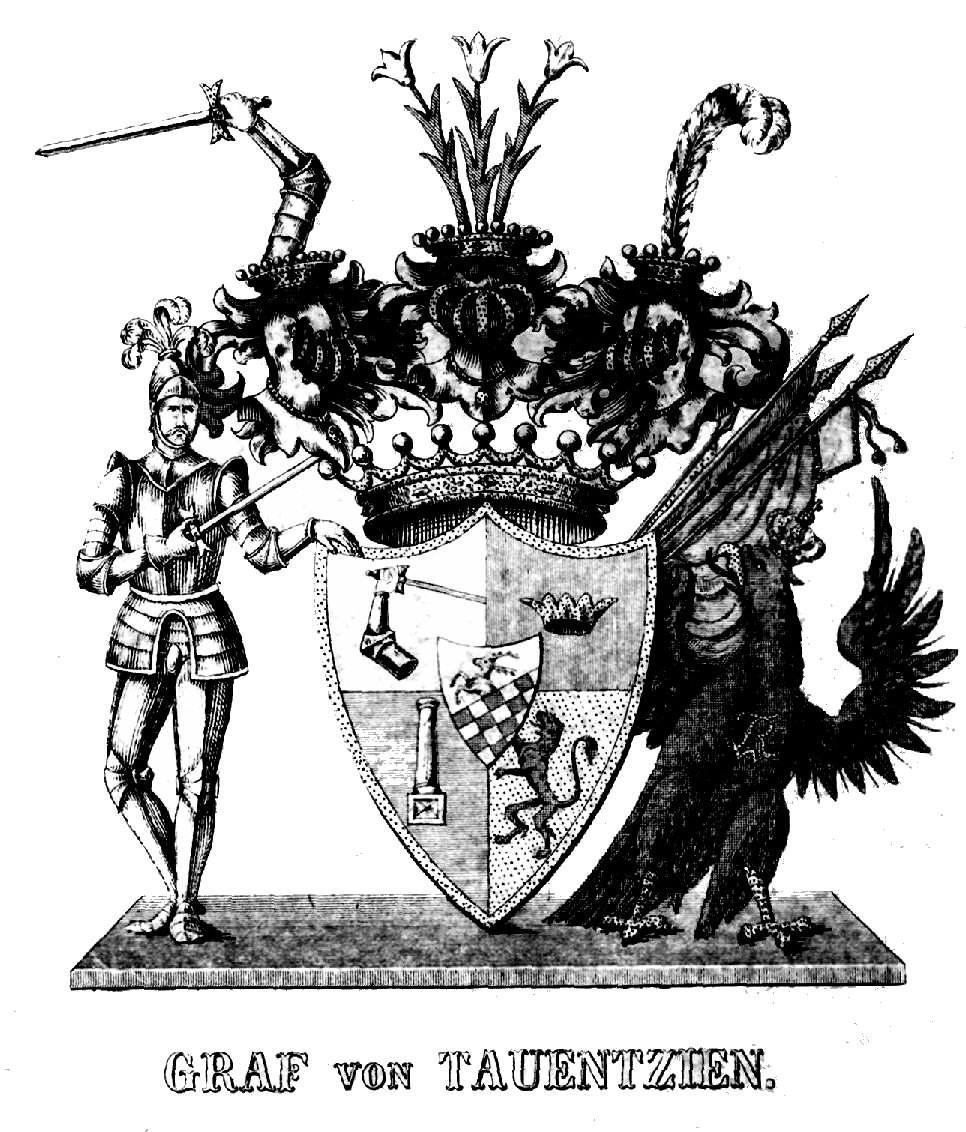
Herb hrabiego Bogislava Friedricha Emanuela von Tauentzien

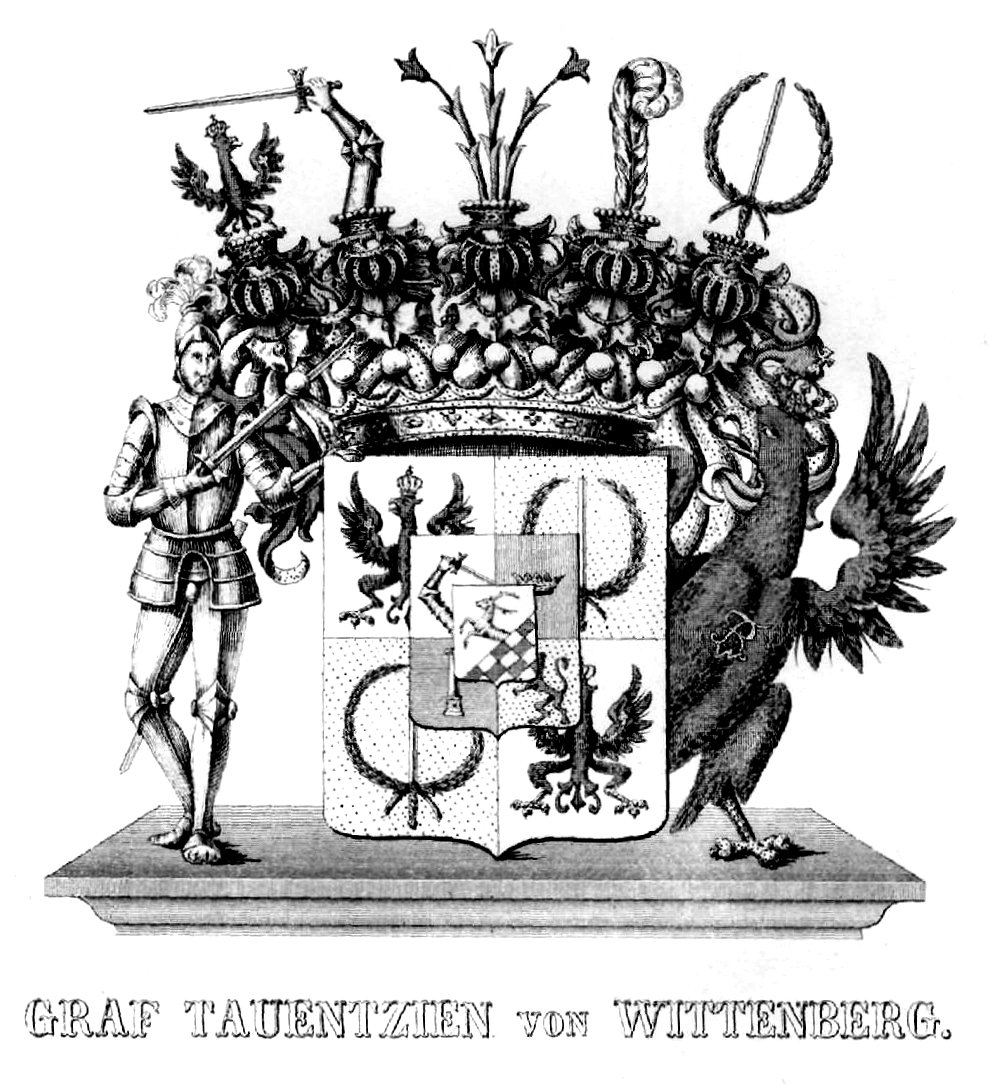
Herb hrabiego Bogislava Friedricha Emanuela von Tauentzien po otrzymaniu prawa do nazwiska Wittenberg

Towucki (Tauentzien, Tauenzin, Toucki, Towenzin, Jeleń, Brochwicz odmienny) – herb szlachecki, używany przez rodzinę osiadłą na Kaszubach. Herb własny rodziny Towuckich.

## Opis herbu
Herb znany przynajmniej w dwóch wariantach. Opisy z wykorzystaniem klasycznych zasad blazonowania:
Towucki: Na tarczy dzielonej w skos, w polu górnym, srebrnym, pół jelenia wyskakującego, naturalnego, pole dolne szachowane czarno-srebrno. Klejnot: nad hełmem bez korony trzy ulistnione gałęzie zielone w wachlarz. Labry czarne, podbite srebrem.
Towucki odmienny: Inny klejnot: trzy lilie naturalne srebrne na ulistnionych łodygach zielonych, w wachlarz.

## Najwcześniejsze wzmianki
Herb w wersji podstawowej po raz pierwszy pojawił się na mapie Pomorza Lubinusa z 1618 roku oraz w tzw. "starym" herbarzu Siebmachera z XVII wieku. Następnie herb odnotowały herbarze: tzw. "nowy" Siebmacher (Der abgestorbene Adel der Provinz Preußen, 1874), Bagmihla (Pommersches Wappenbuch, 1847). Wariant odmienny przytaczany jest przez dwa wydania "nowego" Siebmachera (wymienione wcześniej i Der Adel des Königreichs Preußen, 1906) oraz Żernickiego (Der polnische Adel, 1900, Die polnischen Stammwappen, 1904).

## Herbowni
Towucki (Tański, Taucki, Tauentzien, Tauenzien, Tauenzin, Tauwentzin, Tauwenzin, Tawenstein, Tawęciński, Toncki, Toucki, Touentzin, Touwentzin, Towentzin, Towenzin, Towski, Twencitowski, błędnie - Tauczin, Tanczin, Tęczyński), także z odmiejscowym nazwiskiem Świchowski (Schwichow).

### Rodzina Towuckich
Rdzenna szlachta kaszubska, początkowo drobna, biorąca nazwisko od wsi Tawęcino. Jej protoplastami mogli być Mikusz i Stefan z Tawęcina, wzmiankowani w 1397 roku. Innym wczesnym przedstawicielem tej rodziny mógł być wymieniony w 1485 Gneomar von Towenzin. W roku 1493 książę Bogusław nadał w lenno Świchowo i Świchówko kuzynom Gniewomirowi, Błażejowi, Stefanowi i Stanisławowi z Towęcina oraz braciom Henningowi i Georgowi Redcerken. Dwaj ostatni należeli zapewne do rodu Rezarków herbu Róża, którzy później nosili nazwisko Świchowski. Również Towuccy nosili to nazwisko odmiejscowe. W rękach rodu oprócz Świchowa i Świchówka oraz gniazdowego Towęcina, znajdowało się także Ryjewo. Prawa do tych dóbr potwierdzano członkom rodu wielokrotnie w XVII i XVIII wieku. Na początku XVIII wieku rodzina dzieliła się na sześć linii i miała dobra w kilku następnych wsiach. Jednakże w połowie XVIII Towuccy utracili gniazdo na rzecz Reksinów, a pod koniec XVIII wieku nie mieli już dóbr w ziemi lęborskiej. Praktycznie nie odnotowano wśród przedstawicieli rodu żadnych urzędników ziemskich, jednakże znana jest linia pruskich wojskowych. Z niej pochodził generał Friedrich Bogislav von Tauentzien, uczestnik wojny siedmioletniej i wojen śląskich. Jego syn Bogislav Friedrich Emanuel von Tauentzien walczył z Napoleonem i ostatecznie dosłużył się stopnia generała-porucznika. W roku 1792 otrzymał tytuł hrabiowski i rozszerzenie herbu (herb złożony), zaś w 1814 roku kolejne rozszerzenie wraz z prawem do używania nazwiska von Wittenberg za zdobycie twierdzy Wittenberga.